# Vương Sở Nhiên
Vương Sở Nhiên (tiếng Trung: 王楚然; sinh ngày 21 tháng 1 năm 1999) là một nữ diễn viên, ca sĩ người Trung Quốc, tốt nghiệp Học viện Hý kịch Thượng Hải, trực thuộc Sinian Movies.

## Tiểu sử
Vương Sở Nhiên lớn lên ở Truy Bác, Sơn Đông, mẹ cô là người Sơn Đông và ba cô là người Thượng Hải. Cô từ nhỏ đã yêu thích nghệ thuật, học khiêu vũ, đệm đàn piano, ukulele và nhiều loại nhạc cụ khác. Năm 2014, Vương Sở Nhiên được nhận vào khoa Kinh kịch của Học viện Hý kịch Thượng Hải. Năm 2016, khi còn đang học cấp ba, cô đã tham gia vào vở kịch nói Xa Xôi Đích Gia Hương, đạt được hạng nhất cuộc thi Văn Minh Phong Thái lần thứ 12 và giải thưởng cá nhân xuất sắc nhất tại Liên hoan kịch dành cho học sinh trung học Thượng Hải lần thứ tư. Cùng năm, cô đã giành được học bổng hạng nhất Thượng Hải. Sau đó, Vương Sở Nhiên thuận lợi thông qua kỳ thi nghệ thuật khoa diễn xuất của Học viện Hý kịch Thượng Hải.

## Sự nghiệp
Ngày 25 tháng 10 năm 2017, bộ phim cổ trang Tướng Quân Tại Thượng cô hợp tác cùng Mã Tư Thuần và Thịnh Nhất Luân được công chiếu, trong phim cô vào vai tiểu muội si tình Liễu Tích Âm, một cô gái mang dáng vẻ xinh đẹp khuynh quốc khuynh thành. Bộ phim sau 21 giờ phát sóng đã đạt được 100 triệu lượt truy cập trên mạng internet, ngày 17 trong số 23 ngày phát sóng đã đứng đầu về lượt xem trong một ngày. Ngoài ra, Vương Sở Nhiên còn thể hiện hai ca khúc nhạc phim là Phúc Thủy và Ân Tứ. Ngày 15 tháng 12, bộ phim điện ảnh Tướng Quân Tại Thượng Chi Thì Không Luyến Nhân do cô đóng chính được khởi chiếu trên Youku, trong phim cô vào vai Liễu Tích Âm, một cô gái xuyên không đến hiện đại.
Tháng 1 năm 2018, Vương Sở Nhiên tham gia chương trình Tell Me Why của kênh Youku, đây cũng là chương trình truyền hình đầu tiên mà cô tham gia. Tháng 4, cô nhận vai chính trong bộ phim khoa học viễn tưởng Côn Lôn Quy được kịch bản bởi Hải Nham và Lữ Hạo Cát Cát đạo diễn, trong phim cô vào vai Lăng Không, một cô gái lớn lên từ nhỏ ở Mỹ.
Tháng 9 năm 2019, cô cùng Đổng Khiết và Duẫn Phưởng hợp tác trong bộ phim hiện đại Tạm biệt! Mẫu thân đại nhân, cô vào vai Dư Nhã.
Ngày 7 tháng 4 năm 2020, cô hợp tác cùng Giang Sơ Ảnh và Vương Khải trong bộ phim cổ trang Thanh Bình Nhạc, trong phim cô vào vai quý phi Trương Tỉ Hàm, tính tình tùy hứng kiêu ngạo. Tháng 6, cô nhận vai diễn Trình Khả Hân trong bộ phim Lạc Hoa Thì Tiết, một cô gái đối với sự nghiệp chấp nhất tiến thủ, đối với tình cảm chân thành nồng nhiệt. Tháng 2 tháng 10, cô tham gia vào chương trình thực tế dành cho diễn viên của kênh Tencent Video - Diễn viên mời vào chỗ 2. Ngày 3 tháng 11, cô tham gia bộ phim truyền hình tình cảm cổ trang Yến Vân Đài của đạo diễn Tưởng Gia Tuấn, trong phim cô vào vai Ngọc Tiêu, cống nữ người Bột Hải.
Năm 2022, bộ phim cổ trang Thượng Thực đóng chung với Hứa Khải, Ngô Cẩn Ngôn, v.v. với vai Tô Nguyệt Hoa, một nhân vật vừa thiện vừa ác.

## Danh sách phim

### Phim điện ảnh
| Năm  | Tựa đề                                      | Tựa đề gốc         | Vai          | Ghi chú   |
| ---- | ------------------------------------------- | ------------------ | ------------ | --------- |
| 2017 | Tướng Quân Tại Thượng: Thì Không Luyến Nhân | 将军在上之时空恋人 | Liễu Tích Âm | Vai chính |

### Phim truyền hình
| Năm  | Tựa đề                      | Tựa đề gốc       | Vai                | Ghi chú   |
| ---- | --------------------------- | ---------------- | ------------------ | --------- |
| 2017 | Tướng quân ở trên ta ở dưới | 将军在上         | Liễu Tích Âm       | Vai phụ   |
| 2020 | Thanh Bình Nhạc             | 清平乐           | Trương Tỉ Hàm      | Vai phụ   |
| 2020 | Cùng nhau                   | 在一起 (火神山)  | Diêu Ninh          | Vai phụ   |
| 2020 | Yến Vân Đài                 | 再见啦！母亲大人 | Ngọc Tiêu          | Vai phụ   |
| 2021 | Tạm biệt! Mẫu thân đại nhân | 再见啦！母亲大人 | Dư Nhã             | Vai phụ   |
| 2022 | Lạc Hoa Thì Tiết            | 落花时节         | Trình Khả Hân      | Vai phụ   |
| 2022 | Thượng Thực                 | 尚食             | Tô Nguyệt Hoa      | Vai phụ   |
| 2023 | Nghe Nói Em Thích Tôi       | 听说你喜欢我     | Nguyễn Lưu Tranh   | Vai chính |
| 2023 | Ngọc Cốt Dao                | 玉骨遥           | Bạch Tuyết Lộ      | Vai phụ   |
| 2023 | Khói Lửa Nhân Gian Của Tôi  | 我的人间烟火     | Hứa Thấm/Mạnh Thấm | Vai chính |
| 2024 | Liễu Chu Ký (Kiều Tàng)     | 娇藏/柳舟记      | Liễu Miên Đường    | Vai chính |
| TBA  | Côn Lôn Quy                 | 昆仑归           | Lăng Không         | Vai chính |
| TBA  | Tình Yêu Có Pháo Hoa        | 爱情有烟火       | Tiền Phỉ           | Vai chính |
| TBA  | Khánh Dư Niên 2             | 庆余年2          | Tang Văn           | Vai phụ   |

### Kịch nói
| Năm  | Tựa đề         | Tựa đề gốc | Địa điểm                                        |
| ---- | -------------- | ---------- | ----------------------------------------------- |
| 2016 | Quê Nhà Rất Xa | 遥远的家乡 | Trung tâm nghệ thuật kịch Thượng Hải            |
| 2016 | Thời Gian      | 时光       | Nhà hát Hắc Hạp của Học viện Hí Kịch Thượng Hải |

## Danh sách đĩa nhạc

### Đĩa đơn
| Năm  | Tên       | Album                     |
| ---- | --------- | ------------------------- |
| 2017 | Phúc Thủy | Tướng Quân Tại Thượng OST |
| 2017 | Ân Tứ     | Tướng Quân Tại Thượng OST |

## Chương trình tạp kỹ
| Ngày phát sóng         | Kênh    | Tên chương trình        | Ghi chú  |
| ---------------------- | ------- | ----------------------- | -------- |
| 2 - 9 tháng 1 năm 2018 | Youku   | Bạn Nói Đều Đáp Lời     |          |
| 2018                   |         | Trò Chuyện Về Minh Tinh |          |
| 2 tháng 10 năm 2020    | Tencent | Diễn Viên Mời Vào Chỗ 2 | Thí sinh |